# Chaenactis
Genre
Chaenactis est un genre de plante à fleurs de la famille des Asteraceae.

## Liste d'espèces
Selon ITIS :
- Chaenactis alpigena C.W. Sharsmith
- Chaenactis artemisiifolia (Harvey & Gray ex Gray) Gray
- Chaenactis carphoclinia Gray
- Chaenactis cusickii Gray
- Chaenactis douglasii (Hook.) Hook. & Arn.
- Chaenactis evermannii Greene
- Chaenactis fremontii Gray
- Chaenactis glabriuscula DC.
- Chaenactis leucopsis Greene
- Chaenactis macrantha D.C. Eat.
- Chaenactis nevadensis (Kellogg) Gray
- Chaenactis nevii Gray
- Chaenactis parishii Gray
- Chaenactis santolinoides Greene
- Chaenactis stevioides Hook. & Arn.
- Chaenactis suffrutescens Gray
- Chaenactis thompsonii Cronq.
- Chaenactis xantiana Gray